# بارجيايلا شغافية
بارجيايلا شغافية (بالإنجليزية: Bergeyella cardium)‏ هي نوع بكتيريا من جنس بارجيايلا، في بعض الحالات النادرة يمكن أن يسبب التهاب الشغاف.